# 查爾斯·耶基斯
查爾斯·泰森·耶基斯（英語：Charles Tyson Yerkes，發音：/jɜːkiːz/ YUR-keez；1837年6月25日—1905年12月29日），美國投資家，早年控制著芝加哥西部和北部電車道股份，1899年賣掉芝加哥的股票，開始投資倫敦地鐵，并挫敗了J·P·摩根打入倫敦地鐵開發市場的野心。此外芝加哥大學的耶基斯天文台也是他捐建的。

## 外部鏈接
- Chicago "L".org （页面存档备份，存于）
  - Detailed history of Charles Yerkes' involvement in the Chicago elevated railways and street car system （页面存档备份，存于）
  - Photograph of Charles Yerkes （页面存档备份，存于）
- University of Chicago - Biography of Yerkes
  - Wall Street Journal Review （页面存档备份，存于）
- London Transport Museum Photographic Archive （页面存档备份，存于）
  - Charles Yerkes, 1900